# 琴叶过路黄
琴叶过路黄（学名：Lysimachia ophelioides）为报春花科珍珠菜属的植物，为中国的特有植物。分布在中国大陆的四川、湖北等地，生长于海拔400米至2,700米的地区，多生长于山坡路旁草丛中，目前尚未由人工引种栽培。